# Acestrorhynchus altus
Acestrorhynchus altus és una espècie de peix de la família dels acestrorrínquids i de l'ordre dels caraciformes.

## Morfologia
- Els mascles poden assolir 23,3 cm de longitud total.[1][2]

## Hàbitat
És un peix d'aigua dolça i de clima tropical (22 °C-26 °C).

## Distribució geogràfica
Es troba a Sud-amèrica: conca del riu Amazones.